# هيلين إليزابيث ناش
هيلين إليزابيث نـاش (بالإنجليزية: Helen Elizabeth Nash)‏ هي طبيبة أمريكية، ولدت في 8 أغسطس 1921، وتوفيت في 4 أكتوبر 2012.